# Zespri
Zespri International Limited es el mayor comercializador de kiwis del mundo, vendiendo en más de 50 países. Zespri se formó como una cooperativa de productores de kiwi en Nueva Zelanda en 1997. Su sede actual se encuentra en Mount Maunganui, Nueva Zelanda, pero tiene productores autorizados en Italia, Francia, Japón, Corea del Sur y Australia, con ensayos en otros países. Los kiwis de Nueva Zelanda están disponibles de mayo a octubre. Para satisfacer la demanda de los consumidores durante todo el año, Zespri comercializa kiwis italianos de noviembre a enero.
Algunas variedades agrícolas que produce Zespri son SunGold, Green y Organic.
Los esquejes de kiwi Zespri Sungold se han pasado de contrabando a China, el país de origen del kiwi, donde ahora compiten con la fruta de marca legítima en el mercado chino.